# Angliers
|  | Per a altres significats, vegeu «Angliers (Viena)». |

Angliers és un municipi francès al departament de la Charanta Marítima i a la regió de Nova Aquitània. L'any 2007 tenia 707 habitants.

## Demografia

### Població
El 2007 la població de fet d'Angliers era de 707 persones. Hi havia 256 famílies de les quals 40 eren unipersonals (16 homes vivint sols i 24 dones vivint soles), 76 parelles sense fills, 128 parelles amb fills i 12 famílies monoparentals amb fills.
La població ha evolucionat segons el següent gràfic:

### Habitatges
El 2007 hi havia 294 habitatges, 259 eren l'habitatge principal de la família, 7 eren segones residències i 28 estaven desocupats. 286 eren cases i 7 eren apartaments. Dels 259 habitatges principals, 201 estaven ocupats pels seus propietaris, 51 estaven llogats i ocupats pels llogaters i 7 estaven cedits a títol gratuït; 2 tenien una cambra, 9 en tenien dues, 27 en tenien tres, 92 en tenien quatre i 129 en tenien cinc o més. 229 habitatges disposaven pel capbaix d'una plaça de pàrquing. A 80 habitatges hi havia un automòbil i a 172 n'hi havia dos o més.

### Piràmide de població
La piràmide de població per edats i sexe el 2009 era:
| Homes | Edats   | Dones |
| ----- | ------- | ----- |
| 0     | 95 o +  | 4     |
| 0     | 90 a 94 | 4     |
| 8     | 85 a 89 | 0     |
| 4     | 80 a 84 | 0     |
| 4     | 75 a 79 | 8     |
| 4     | 70 a 74 | 8     |
| 8     | 65 a 69 | 0     |
| 4     | 60 a 64 | 4     |
| 0     | 55 a 59 | 0     |
| 20    | 50 a 54 | 36    |
| 20    | 45 a 49 | 16    |
| 12    | 40 a 44 | 4     |
| 8     | 35 a 39 | 20    |
| 12    | 30 a 34 | 8     |
| 20    | 25 a 29 | 12    |
| 12    | 20 a 24 | 24    |
| 8     | 15 a 19 | 12    |
| 12    | 10 a 14 | 20    |
| 16    | 5 a 9   | 12    |
| 12    | 0 a 4   | 8     |

## Economia
El 2007 la població en edat de treballar era de 504 persones, 419 eren actives i 85 eren inactives. De les 419 persones actives 389 estaven ocupades (208 homes i 181 dones) i 30 estaven aturades (9 homes i 21 dones). De les 85 persones inactives 36 estaven jubilades, 27 estaven estudiant i 22 estaven classificades com a «altres inactius».

### Ingressos
El 2009 a Angliers hi havia 276 unitats fiscals que integraven 778 persones, la mediana anual d'ingressos fiscals per persona era de 19.414 €.

### Activitats econòmiques
Dels 6 establiments que hi havia el 2007, 2 eren d'empreses de construcció, 1 d'una empresa de comerç i reparació d'automòbils, 2 d'empreses de serveis i 1 d'una entitat de l'administració pública.
Dels 3 establiments de servei als particulars que hi havia el 2009, 1 era un taller de reparació d'automòbils i de material agrícola, 1 guixaire pintor i 1 lampisteria.
L'any 2000 a Angliers hi havia 16 explotacions agrícoles que ocupaven un total de 792 hectàrees.

## Equipaments sanitaris i escolars
El 2009 hi havia una escola maternal integrada dins d'un grup escolar amb les comunes properes formant una escola dispersa.

## Poblacions més properes
El següent diagrama mostra les poblacions més properes.